# Krocskó Gyula
Krocskó Gyula (Ungvár, 1934. augusztus 9. – Budapest, 2007. december 1.) kárpátaljai magyar zoológus, ökológus, egyetemi tanár, az MTA tagja.

## Kutatási területe
1993-tól a kutatásai az Északkeleti-Kárpátok ökológiai állapotának átfogó elemzésére, az árvizek kártékony hatásainak csökkentésére irányultak.

## Életpályája
1940-ben az Ungvári Magyar Királyi Elemi Iskolában kezdte meg tanulmányait. 1952-ben érettségizett az Ungvári 1. Számú Középiskolában. 1957-ben végezte el az Ungvári Állami Egyetemet mint okleveles "Zoológia, biológia és kémia szakos tanár". Kiváló eredményei miatt Koljusev, az egyetem akkori Állattani Tanszékének vezetője javaslatára vezető laboránsi munkakörben alkalmazzák. 1960-ban jelent meg az első tudományos munkája: Kárpátalja és az Északkeleti-Kárpátok denevéreiről, tekintettel a kihalt fajokra, ásatási maradványok alapján a jelenkori fauna kialakulására címmel. 
Ukrajnában elsőként elemezte a fajokat populációs szinten, ökológiai megközelítéssel analizálva a fajok térségbeli faji, nemi, korbeli felépítését, napi ciklusát, táplálkozásukat, téli álmukat, vándorlásukat, szaporodásukat és fejlődésüket, fajközi csoportosulásukat, ellenségeiket és élősködőiket, morfo-fiziológiai jelentőségüket. Elkészítette a Kárpátalján honos denevérfajok kataszterét, tekintettel sokévi dinamikájukra. Ezzel jelentősen hozzájárult a denevérek védelméhez. 1962-ben az Ungvári Állami Egyetem Állattani Tanszékének tanársegéde lesz. 1966-tól a Schmalhausen nevét viselő Állattani Intézet aspiránsa Kijevben. 1968-tól az Ungvári Állami Egyetem tanára volt. 
1970 márciusában sikeresen megvédte kandidátusi disszertációját. Ugyanezen év szeptemberétől már docensként dolgozik. 1989-től az egyetem biológia karának dékánhelyettese. 1992-ben megvédte doktori disszertációját. 1993-ban ugyanitt professzori rangot kapott. 1995-től 2000-ig az Állattani Tanszék vezetője az ungvári egyetemen. Nyugdíjba vonulásáig, 2003-ig, professzorként dolgozott. 2002-től a Magyar Professzorok Világtanácsa oktatói és kutatói tevékenysége elismeréseként a Pro Universitate et Scientia díjjal tüntette ki. 2003-tól haláláig a II. Rákóczi Ferenc Kárpátaljai Magyar Főiskola tanára, a Biológia Tanszék megalapítója, vezetője. 2004-ben az MTA külső tagjává választották. 2006-tól az MTA doktora. 2007. december 1-jén hunyt el.

## Művei
- Több mint 150 publikációja jelent meg. Társszerzője Ukrajna Vörös Könyve 2. kiadásának, 20 tankönyv és módszertani munka szerzője, illetve társszerzője, 150 diplomamunka projektet vezetett, 1 sikeresen megvédett kandidátusi disszertáció konzulense és 5 aspiráns témavezetője volt. Közel 50 éven keresztül tanított.
- Állattan. Gerinchúros állatok. Jegyzet a tantárgy elsajátításához; KMF, Beregszász, 2007 (Rákóczi-füzetek)
- Biogeográfia. Jegyzet a tantárgy elsajátításához; KMF, Beregszász, 2007 (Rákóczi-füzetek)
- Krocskó Gyula–Kohut Erzsébet: Módszertani segédlet terepgyakorlatokhoz. Zoológia és botanika; PoliPrint–KMF, Ungvár–Beregszász, 2008 (Rákóczi-füzetek)

## Részvétele konferenciákon
- Számos ukrajnai és nemzetközi szintű tudományos konferencián és tanácskozáson vett részt, többek közt Moszkvában, Szentpétervárott, Elbruszalján, Penzában, Chişinăuban, Kijevben, Lvivben, Hudzsantban, Krakkóban, Újszéken, Nagybányán, Budapesten és Nyíregyházán.